# 数字人生
《数字人生》系由香港歌手林子祥演唱的歌曲，收录于专辑《最爱》。由潘源良填词，Denny Randell同Sandy Linzer作曲。这首歌曲以歌词当中的“30624700”为人熟知。

原作来自巴赫《G大调小步舞曲》